# Лесные земли
Лесные земли — земельные участки, пригодные и предназначенные для выращивания леса, а также занятые естественными рединами и кустарниками. Лесные земли включают в себя:
- земли, покрытые лесной растительностью, то есть земли, занятые молодняками с относительной полнотой 0,4 и выше и древостоями более старших возрастов с относительной полнотой 0,3 и выше, а также земли, на которых не может быть обеспечено выращивание древесных пород и произрастают лишь кустарники с относительной полнотой 0,4 и выше на землях, где не может быть обеспечено выращивание леса, состоящего из древесных пород, или в случаях, когда организуется специальное хозяйство на кустарниковые породы (облепиховое, лещиновое, ивовое и др.).
- земли, не покрытые лесной растительностью, то есть земли, пригодные для выращивания леса, но не занятые производительными древостоями. К ним относятся: несомкнувшиеся лесные культуры, лесные питомники, плантации, естественные редины, фонд лесовосстановления[1].

Нелесные земли — земельные участки, не пригодные для выращивания леса или возможные для его выращивания после проведения специальных мероприятий, угодья и земли специального хозяйственного назначения. Нелесные земли включают в себя: болота, воды, гольцы, дороги, ледники, пастбища, пашни, пески, просеки, сады и ягоды, сенокосы, тутовники, усадьбы и т. д.